# Сухоземни костенурки
Сухоземните костенурки (Testudinidae) са семейство влечуги от разред Костенурки (Testudines).
Забележка: Терминът сухоземни костенурки може да се използва и за представители от други семейства, които водят сухоземен начин на живот.
Карапаксът е изключително здрав и е силно изпъкнал (род Malacocherus е изключение с дорзо-вентрално сплесната черупка. Крайниците са масивни, но заедно с главата могат напълно да се скрият в черупката. Родовете Testudo и Pyxis имат еластични връзки в пластроните си. Представителите на рода Kinyxis имат еластична връзка и в карапакса, което позволява частичното му затваряне.

## Размери
Размерите варират от 10 cm до 1,25 m. Гигантските костенурки са възникнали паралелно, но независимо на две големи островни групи – Галапагос (Сухоземна гигантска костенурка) и Алдабра.

## Разпространение
Сухоземните костенурки са семейство с предимно африкански и азиатски представители, но отделни видове се срещат в Европа, както и в Северна и Южна Америка. В България се срещат следните два вида:
- Testudo graeca -- Шипобедрена костенурка
- Testudo hermanni -- Шипоопашата костенурка

## Допълнителни сведения
И двата представителя на рода, срещащи се на територията на България, са защитени от закона. Опасност за оцеляването им е погрешното вярване, че кръвта им помага за лечението на различни болести, както и употребата им за храна от някои етнически малцинства и народи. Въпреки популярния мит относно лечебните свойства на кръвта от костенурка, научните факти свидетелстват, че консумацията ѝ може да причини множество инфекциозни заболявания.

## Родове
Семейство Testudinidae – Сухоземни костенурки
- Agrionemys
- Aldabrachelys
- Astrochelys
- Centrochelys
- Chelonoidis
- Chersina
- Chersobius
- Geochelone
- Gopherus – Гоферови костенурки
- Homopus – Капски костенурки
- Indotestudo – Азиатски костенурки
- Kinixys
- Malacochersus – Плоски костенурки
- Manouria – Индокитайски костенурки
- Psammobates – Южноафрикански звездни костенурки
- Pyxis
- Stigmochelys – Леопардови костенурки
- Testudo – Обикновени костенурки